# Work Bitch
«Work Bitch» (с англ. — «Работай, сучка!») — первый сингл американской певицы Бритни Спирс из её восьмого студийного альбома Britney Jean (2013). Премьера состоялась 15 сентября 2013 года, а 16 сентября песня стала доступна для цифровой загрузки. Музыкальное видео было снято режиссёром Беном Мором в Малибу, Калифорния.
Общий тираж композиции в мире преодолел порог 1 900 000 проданных копий.

## История создания и релиз
Сингл был записан в 2013 году. 14 сентября музыкальный блог Popjustice ответил на некоторые вопросы фанатов о новом сингле поп-принцессы Бритни Спирс «Work Bitch»:
- Трек начинается с инструментальной вставки и имеет радио-дружественный формат. Песня, которая сведёт вас с ума, длится чуть более чем 4 минуты.
- Трек очень сильно отличается от предыдущего альбома, но в песне прослеживается влияние Blackout только с более актуальным звучанием.
- Лирика сингла не надоедает, и её интересно слушать, в песне не использованы элементы дабстепа, и голос Бритни звучит естественно.
- Эта песня не о сексе и клубах, это словно ответ поп-звезды, о том что такая жизнь на самом деле тяжела.
- Песню нельзя сравнивать с «Hold It Against Me», но она намного сильнее чем «Ooh La La».
- Этот сингл точно не разочарует поклонников.

## Композиция
Несмотря на явное тяготение поп-индустрии к электронной музыке последние несколько лет, на «Work Bitch» от поп-музыки нет практически ничего: жёсткие биты, хаус и очень агрессивный вокал. Подобный вокал использовался в совместной с will.i.am песне «Scream and Shout» (исполнение с британским акцентом в партии Брит).

## Видеоклип
В самом клипе нет сюжета, вместо него зритель видит певицу в разных локациях — около бассейна, в пустыне, в одном из отелей Лас-Вегаса. Не обошлось без провокаций: на одном из кадров артистка бьёт кнутом девушку. К слову, ожидания поклонников сбылись, и на этот раз Бритни Спирс действительно танцует. Этот факт безумно обрадовал фанатов исполнительницы, о чём свидетельствуют тысячи комментариев на YouTube.

## Список композиций
- CD single[4]

1. «Work Bitch»
2. «Work Bitch» (Instrumental version)

- Digital download[5]

1. «Work Bitch»

- Clean version

1. «Work Work»

## Участники записи
| Запись - Записано и разработано в студии KBK, Стокгольм, Швеция - Сведение сделано на Record Plant, Лос-Анджелес , Калифорния - Вокал записан и спроектирован в Glenwood Studio, Бербанк , Калифорния |

Участники записи
| - Бритни Спирс - вокал и бэк-вокал, автор песен - will.i.am - автор песни, исполнительный продюсер, продюсер, вокальный продюсер, вокал и бэк-вокал - Отто Ноус - автор песни, продюсер, аппаратура, программирование, запись, звукорежиссёр - Себастьян Ингроссо - автор песни, продюсер, аппаратура, программирование, запись, звукорежиссёр - Паскуале Верриньи - автор песен, продюсер, аппаратура, программирование, запись, звукорежиссёр - Энтони Престон - автор песен, вокальный продюсер, бэк-вокал - Рут-Энн Каннингем - автор песен - Myah Marie - бэк-вокал - Джо Пелусо - сведение - Джулиан Приндл - запись вокала, звукорежиссёр вокала - Джейкоб Деннис - помощник вокального звукорежиссёра - Крис Кан - помощник вокального звукорежиссёра |

## Чарты

### Недельные чарты
| Чарт (2013)                              | Высшая позиция |
| ---------------------------------------- | -------------- |
| Австралия (ARIA)                         | 22             |
| Австрия (Ö3 Austria Top 40)              | 37             |
| Бельгия (Ultratop 50 Flanders)           | 14             |
| Бельгия (Ultratop 50 Wallonia)           | 11             |
| Бразилия (Hot 100 Airplay)               | 5              |
| Канада (Canadian Hot 100)                | 5              |
| Чехия (IFPI)                             | 17             |
| Дания (Tracklisten)                      | 17             |
| Финляндия (Suomen virallinen lista)      | 9              |
| Франция (SNEP)                           | 6              |
| Германия (Media Control AG)              | 36             |
| Греция (Billboard Digital Songs)         | 3              |
| Венгрия (Dance Top 40)                   | 16             |
| Венгрия (Single Top 20)                  | 13             |
| Ирландия (IRMA)                          | 13             |
| Италия (FIMI)                            | 6              |
| Япония (Billboard Japan Hot 100)         | 26             |
| Ливан (Lebanese Top 20)                  | 9              |
| Мексика (Billboard Ingles Airplay)       | 3              |
| Мексика (Mexican Anglo Chart)            | 5              |
| Нидерланды (Mega Single Top 100)         | 45             |
| Новая Зеландия (Recorded Music NZ)       | 28             |
| Польша (Dance Top 50)                    | 45             |
| Португалия (Billboard Digital Songs)     | 35             |
| Россия (Tophit Weekly General Airplay)   | 16             |
| Шотландия (Official Charts Company)      | 7              |
| Словакия (IFPI)                          | 26             |
| Южная Корея (Gaon Chart)                 | 3              |
| Испания (PROMUSICAE)                     | 8              |
| Швеция (Sverigetopplistan)               | 30             |
| Швейцария (Schweizer Hitparade)          | 25             |
| Тайвань (Five Music Western Chart)       | 1              |
| Турция (Number One Top 20)               | 8              |
| Великобритания (Official Charts Company) | 2              |
| Великобритания (Official Charts Company) | 7              |
| США (Billboard Hot 100)                  | 12             |
| США (Billboard Hot Dance Club Songs)     | 2              |
| США (Billboard Dance/Electronic Songs)   | 2              |
| США (Billboard Mainstream Top 40)        | 14             |
| Венесуэла (Pop Rock General)             | 2              |

## История релиза
| Страна         | Дата             | Формат                    | Лейбл |
| -------------- | ---------------- | ------------------------- | ----- |
| США            | 15 сентября 2013 | Радио-премьера            | RCA   |
| США            | 16 сентября 2013 | Цифровая дистрибуция      | RCA   |
| Франция        | 17 сентября 2013 | Цифровая дистрибуция      | Sony  |
| Германия       | 17 сентября 2013 | Цифровая дистрибуция      | Sony  |
| Италия         | 17 сентября 2013 | Цифровая дистрибуция      | Sony  |
| Испания        | 17 сентября 2013 | Цифровая дистрибуция      | Sony  |
| США            | 24 сентября 2013 | Top 40 / Mainstream Radio | RCA   |
| США            | 24 сентября 2013 | Rhythmic Radio            | RCA   |
| Великобритания | 4 ноября 2013    | Цифровая дистрибуция      | RCA   |